# Бањол ан Форе
Бањол ан Форе (фр. Bagnols-en-Forêt) насеље је и општина у Француској у региону Прованса-Алпи-Азурна обала, у департману Вар која припада префектури Драгињан.
По подацима из 2011. године у општини је живело 2.503 становника, а густина насељености је износила 58,34 становника/km². Општина се простире на површини од 42,9 km². Налази се на средњој надморској висини од 300 метара (максималној 561 m, а минималној 56 m).

## Демографија
| 1962. | 1968. | 1975. | 1982. | 1990. | 1999. | 2011. |
| ----- | ----- | ----- | ----- | ----- | ----- | ----- |
| 560   | 562   | 682   | 889   | 1.274 | 1.672 | 2.503 |

График промене броја становника у току последњих година